# 傑弗里斯冰川
傑弗里斯冰川（英語：Jeffries Glacier），是南極洲的冰川，位於科茨地的塞隆山脈地區，處於倫頓海崖和馬勒崖之間，全長15公里，由英聯邦探險隊繪入地圖，現時由南極條約體系管理。